# 세계 자연재해 감소의 날
세계 자연재해 감소의 날 또는 국제 재해 위험 감소의 날(International Day for Disaster Risk Reduction, IDDRR)은 모든 시민과 정부가 보다 재해에 강한 지역사회와 국가를 건설하는 데 참여하도록 권장하는 국제적인 날이다. 유엔 총회는 세계 자연재해 감소 10년 선포의 일환으로 10월 13일을 세계 자연재해 감소의 날로 지정했다.
2002년에 총회는 추가 결의를 통해 예방, 완화 및 대비를 포함한 자연재해 감소의 글로벌 문화를 홍보하는 수단으로 연례 행사를 유지하기로 결정했다.
2009년 유엔 총회는 10월 13일을 이날을 공식 날짜로 지정하기로 결정하고, 이름도 세계 재해 감소의 날로 바꿨다. 나중에 위험이라는 단어가 이름에 추가되었다.